# IC 1507
IC 1507 — галактика типу S0-a (спіральна галактика) у сузір'ї Риби.
Цей об'єкт міститься в оригінальній редакції індексного каталогу.